# Jordi Alba
Pour les articles homonymes, voir Alba.
Alba  Ramos est un nom espagnol. Le premier nom de famille, en général paternel, est Alba ; le second, en général maternel, souvent omis, est Ramos.
Jorge Alba Ramos, dit Jordi Alba, né le 21 mars 1989 à L'Hospitalet de Llobregat (province de Barcelone, Espagne), est un footballeur international espagnol évoluant au poste de latéral gauche. Il s’y impose comme l’un des meilleurs de sa génération à ce poste. Il joue actuellement à l'Inter Miami en MLS.
Ailier gauche de formation, il est reconduit au poste de latéral par son entraîneur Unai Emery au Valence CF lors de la saison de 2010-2011, afin de combler le vide laissé par ses coéquipiers en club Jérémy Mathieu, Bruno Saltor et Alexis, simultanément blessés. Chouchou du public, il se distingue essentiellement par sa vitesse, et porte pour cet atout le surnom de Flecha del Mestalla.
En octobre 2011, il débute avec l'équipe d'Espagne après un très bon début de saison. Il dispute tous les matches de l'Euro 2012 comme titulaire. À 23 ans, il devient champion d'Europe pour la première fois, en inscrivant le deuxième but de l'Espagne en finale face à l'Italie (victoire 4 à 0).
En juin 2015, il remporte la Ligue des champions pour la première fois et devient membre de l'équipe type.

## Biographie

### Parcours en club

#### Formation à Barcelone
Jordi Alba connaît de sérieux problèmes physiques, l'empêchant d'évoluer au plus haut niveau. Albert Benaiges, responsable du centre de formation blaugrana à l'époque, ne digère toujours pas d’avoir laissé filer le jeune prodige : « Son problème, c’est que Dame Nature a tardé à le faire passer d’enfant à adulte. La première fois que je l’ai vu jouer, j’ai demandé à sa mère de me dire la vérité sur son âge. Il avait un vrai problème de croissance. D’ailleurs, il était tellement petit qu’on hésitait à le faire jouer avec les autres, de peur qu’il se fasse mal. Avec Pep Guardiola et Lionel Messi, nous avions également eu ce problème, mais nous avions finalement décidé de les conserver. Nous n’avons pas su en faire de même avec Jordi, malheureusement… ». Cependant, il est encore aujourd’hui le seul joueur de l’histoire du club à avoir passé deux ans dans l’équipe des cadets B, considérée chez les Catalans comme un péage écrémant les futures stars des espoirs sans lendemain. Jordi faisait partie de la première catégorie, mais avait un sérieux problème de calcium. Résultat, en 2005, les portes de la Masia se ferment définitivement derrière lui. Jugé donc trop limité physiquement, il part pour Cornellà, un club satellite de l’Espanyol Barcelone, où il montre tout son talent.

#### Débuts professionnels au Valence CF

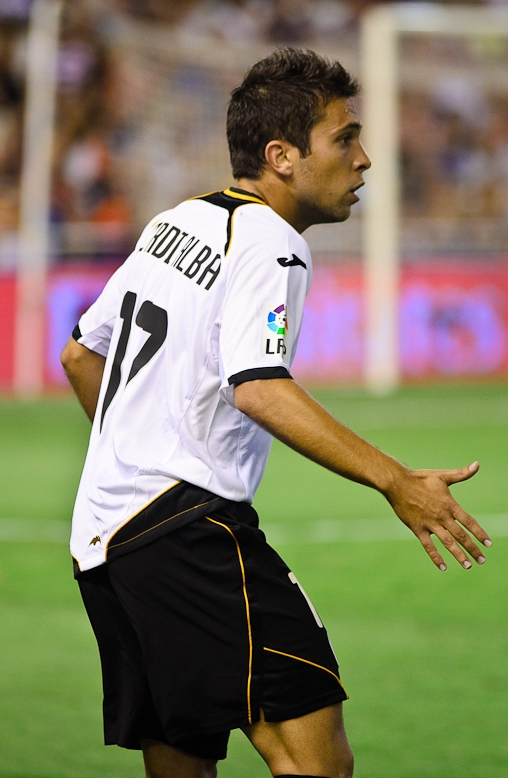
Jordi Alba sous le maillot du Valence CF en 2011.

Jordi Alba commence sa carrière professionnelle au Valence CF, après avoir été recruté pour à peine 6 000 € au UE Cornellà. C'est donc le club valencian qui lui offre son premier contrat pro en 2008, après être passé par les catégories jeunes du club « ché ». 
Peinant à s'imposer dans la formation murciélagos, il est prêté une saison à Tarragone, pour maximiser son temps de jeu. De retour à Mestalla, il gagne en maturité, et devient l'un des chouchous du public, lui donnant le surnom de la « Flèche de Mestalla », en raison de sa vitesse de pointe impressionnante. 
Lors de la saison 2009-2010, Unai Emery le positionne en arrière latéral, lui d'habitude attaquant, en raison de sa capacité impressionnante à remonter le terrain très rapidement, notamment grâce à sa vitesse, mais aussi son aisance technique. Il devient donc l'une des pièces maîtresses de l'équipe "Ché" et attire les grands clubs européens tels que Manchester United, le Real Madrid et le FC Barcelone. Grand espoir du football espagnol, il devient indispensable dans la formation Murciélagos, et devient l'un des chouchous de Mestalla, l'une des stars de la Liga et atteint le statut de joueur de qualité internationale. Très important dans l'apport offensif de l'attaque du club « ché », il est souvent décisif dans les actions de but, en apportant énormément de par sa technique, sa qualité de centre mais surtout sa rapidité. Ses qualités défensives font de lui un joueur complet, pouvant alterner attaque-défense avec son coéquipier Jérémy Mathieu, où leur association dans le couloir gauche est très explosive et souvent efficace. Le plus en vue des Valencians, se voit recevoir les éloges du Milan AC. 
Peu à peu, Jordi Alba est devenu un élément clé de Valence, que ce soit à gauche ou à droite de l'attaque, devant ou derrière. Malgré son jeune âge, les exigences sont difficiles à accomplir, mais faisant preuve d'envie et de détermination, son histoire à Valence devient un conte de fée. Ainsi, le 5 avril 2012, il joua son 100e match sous le maillot murciélagos à seulement 23 ans, et sa paya même de luxe d'inscrire le troisième but de son équipe, ainsi que d'être décisif sur le 4e, en délivrant une passe décisive pour son coéquipier Pablo Hernández pour une victoire 4-0 face à l'AZ Alkmaar et une qualification pour les demi-finales de la Ligue Europa, face à l'Atlético Madrid futur vainqueur de cette édition.
À la suite de sa très prometteuse saison, il figure dans l'équipe type de la saison 2011-2012 de la Liga BBVA et est élu meilleur joueur valencian par les supporteurs du club Murciélagos.
C'est le FC Barcelone qui se fait le plus pressant, et le journal sportif espagnol Marca, annonce un accord total de 15 millions d'euros pour le joueur. Plus qu'une bonne affaire si cela venait à se faire. Braulio Vázquez a tenu à démentir de manière formelle la vente de Jordi Alba au FC Barcelone. Le coordinateur du secrétariat technique annonce même qu’aucun club n’a proposé une offre pour le défenseur : « En aucun cas Jordi Alba n'est vendu à Barcelone. Aucune offre ferme ne nous est parvenue ». Pourtant, sur son compte officiel Facebook, Andrés Iniesta souhaite « bonne chance » au jeune international. Rumeur de suite démentie par la presse espagnole et Valence où le journal local Superdeporte se veut catégorique en assurant que leur joyau n'était pas à vendre. Quelques jours auparavant, Unai Emery, l'ancien entraineur du club « che », n'a fait que confirmer les bruits qui envoyaient le catalan dans son club formateur en déclarant à la radio espagnole Onda Cero : « Valence est une équipe qui achète des joueurs non formés et qui les vend une fois formés, comme Jordi Alba ».
Pourtant, Superdeporte, annonce que le FC Barcelone a fait une offre avoisinant les 9 millions d'euros pour Alba. Sans doute trop insuffisant pour convaincre les dirigeants de Mestalla de laisser partir leur jeune prodige.
Cependant, le président de Valence CF, Manuel Llorente et le directeur sportif du FC Barcelone, Andoni Zubizarreta, se réunissent à Barcelone pour négocier la clause libératoire du prodige de Mestalla. Le Barça proposant 10 millions, alors que Valence en demande 15.
De son côté, tranquillement préparé à jouer les commentateurs pour la télévision espagnole pendant l'Euro, David Villa a déclaré que la venue d'Alba serait une aubaine pour le club culé : « C'est un joueur spectaculaire, désiré par d'autres que le Barça. Pourvu qu'il puisse venir ici, parce que c'est vraiment un joueur spectaculaire pour n'importe quelle équipe. » Tout comme Gerard Piqué qui lui ne veut cependant « pas lui mettre la pression pour qu'il vienne au Barça ».
Alors que son très bon Euro 2012 le révèle aux yeux du grand public, son transfert au FC Barcelone n'est toujours pas bouclé. Pourtant, tout semblait en de très bonne voie, avant qu'une affaire entre le club « culé » et le club « che » n'ait eu lieu. En effet, le FC Barcelone, a commis un geste pour le moins inacceptable pour le président de Valence CF, Manuel Llorente. Le club blaugrana aurait « piqué » de jeunes joueurs du centre de formation valencian, ce qui a considérablement agacé le dirigeant de Valence. Le transfert de Jordi Alba, l’international valencian censé rejoindre les blaugranas, pourrait être en péril. En tout cas, le prix risque de grimper. Le FC Barcelone « manque d’éthique », le club est « venu se servir dans mon centre de formation » a déclaré le président. Llorente est furieux car le club culé vient tout juste de « chiper » deux joueurs de douze ans au Valence CF avec l’accord des parents. Il s’est même dit prêt à « entamer une action en justice » contre les auteurs du « vol ». « Le Barça a bafoué l’accord existant entre les clubs et ça, il va le payer très cher. » En effet, les conséquences pourraient être préjudiciables pour le FC Barcelone. Ce qui pourrait donc remettre en cause le transfert d'Alba dans son club formateur. Car la première cible de Tito Vilanova, nouvel entraîneur culé, est Jordi Alba. Et alors que les négociations semblaient en bonne voie, désormais, le président ne compte plus faciliter la tâche au Barça : « Ce sera 15 millions ou rien du tout. » Vilanova & co souhaitaient réduire ce prix en dessous des 10 M€, mais après ces évènements, le transfert de Jordi Alba au Barça risque d’être plus compliqué que prévu, jusqu'à attendre éventuellement une année supplémentaire pour ainsi obtenir l'acquisition du prodige espagnol gratuitement, puisqu'il sera en fin de contrat.
Le 28 juin 2012, un accord officiel entre valencianos et catalans est finalement trouvé. Le montant du transfert s'élève à 14 millions d'euros.
De retour de l'Euro 2012, il participe à son ultime conférence de presse à Mestalla, pour remercier le club. C'est un Jordi Alba nerveux et très ému qui admet être « très reconnaissant » envers le club ché pour avoir « parié » sur lui.

#### Retour au FC Barcelone
Après plusieurs semaines de négociations, "la perle de Mestalla" rejoint finalement son club formateur et le Camp Nou le 28 juin 2012 pour une durée de cinq ans avec un salaire annuel estimé à 3 millions d'euros par an, le transfert est de 14 millions d'euros. Il est présenté le jeudi 5 juillet au Camp Nou.
Jordi Alba devient ainsi le huitième joueur de l'histoire qui est transféré de Valence vers le FC Barcelone.
Lors de sa première conférence de presse, il déclare : « J’ai hâte de jouer avec la meilleure équipe du monde, avec les meilleurs joueurs et les meilleurs supporters. Je rentre à la maison, avec ma famille et mon entourage. Je suis vraiment très heureux. Je suis parti à l’âge de 15 ans, j’ai tenté ma chance ailleurs et j’ai la chance de revenir à Barcelone aujourd’hui. C'est un rêve pour moi qui se réalise. ».
Le 8 août 2012, il fait ses débuts avec le FC Barcelone lors d'un match amical à Göteborg face à Manchester United.
Lors du match retour de Ligue des champions face a l'AC Milan, au Camp Nou, Jordi Alba marque le 4e et dernier but du FC Barcelone dans ce match. Les Barcelonais devaient marquer au moins 4 buts pour être à l'abri d'un retour des Milanais. Finalement le FC Barcelone se qualifie pour les huitièmes de finale sur le score cumulé 4-2 malgré une défaite à l'aller.
La saison 2014-2015 marque l'arrivée de Luis Enrique comme entraîneur du club catalan. Fort du transfert de Suárez, l'attaque barcelonaise, surnommée MSN, devient très vite le trio le plus efficace et craint d'Europe. Ainsi, Barcelone remporte la Liga et la Copa. Le 2 juin 2015, Alba renouvelle son contrat jusqu'en 2020,. Titulaire pour la finale de Ligue des champions face à la Juventus Turin, Alba soulève pour la première fois la coupe aux grandes oreilles et s'offre un triplé historique.
En mai 2016, il inscrit le premier but de la finale de Copa del Rey contre le Séville FC. La rencontre se solde par une victoire 2-0 de Barcelone, qui garde le trophée après sa victoire en 2015.
En février 2019, il prolonge son contrat avec Barcelone jusqu'en 2024 avec une clause de départ qui s'élève à 500 millions d'euros.
Le 9 août 2021, après le départ de Lionel Messi, Jordi Alba monte dans la hiérarchie des capitaines du FC Barcelone, se trouvant à la quatrième place derrière Sergi Roberto, Gerard Piqué (vice capitaine) et Sergio Busquets (capitaine).
Le 24 mai 2023, le FC Barcelone annonce que Jordi Alba partira à l'issue de la saison, après onze saisons passées chez les Catalans.

#### Suite à l'Inter Miami
Le 20 juillet 2023, il s'engage en faveur de l'Inter Miami, franchise de Major League Soccer, avec lequel il signe un contrat d'un an et demi,. 
Il dispute sa première rencontre avec Miami en entrant en jeu le 3 août suivant dans le derby face à Orlando City en seizièmes de finale de Leagues Cup (victoire 3-1). Alba inscrit son premier but pour le club dans cette même compétition, le 16 août 2023, contre le Union de Philadelphie. Il est titularisé et participe à la victoire de son équipe par quatre buts à un.
En mai 2025, il prolonge son contrat avec le club de Miami jusqu'en 2027.

### Parcours en sélection nationale

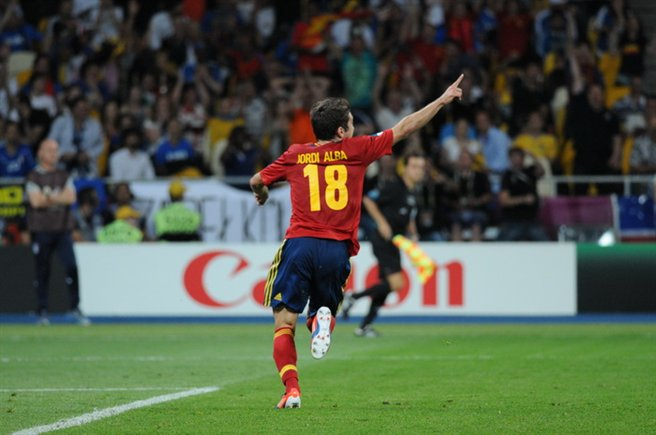
Jordi Alba célébrant son premier but en sélection espagnole le 1 juillet 2012 lors de la finale de l'Euro 2012.

En octobre 2011, de par ses belles prestations en club, il est convoqué pour la première fois en équipe nationale contre l'Écosse, et délivre une passe décisive pour son ex-coéquipier David Silva pour l'ouverture du score. Il devient titulaire au poste d'arrière gauche de la "Roja". Le 29 février 2012, il participe grandement à la large victoire de l'Espagne face au Venezuela 5-0, notamment en délivrant une passe décisive pour son coéquipier en club, Roberto Soldado, en déposant un défenseur d'un magnifique petit pont, suivi d'un centre millimétré pour le triplé du Valencian.
Le 15 mai 2012, il est sélectionné avec son coéquipier Roberto Soldado dans la pré-liste de l'Euro 2012. Contrairement à son coéquipier 'Che', il est maintenu dans la liste définitive pour l'Euro 2012.
Il dispute son premier match en compétition officielle face à l'Italie lors du premier match de l'Euro 2012. Après un premier match timide face aux Italiens, (score final 1-1), il réalise un deuxième match beaucoup plus convaincant face à l'Irlande. Solide aux duels, supersonique quand il faut accélérer, il a régalé le public d’un enchaînement « petit pont, talonnade, double une-deux » avec son futur coéquipier en club Andrés Iniesta. Le match se scelle par une victoire 4 à 0 en faveur des Espagnols qui passent en tête de leur groupe. 
Lors du quart de finale face à la France, il est à l'origine de l'ouverture du score, après un magnifique débordement côté gauche, prenant de vitesse Mathieu Debuchy et toute la défense française et un centre millimétré pour Xabi Alonso seul au second poteau qui n'a plus qu'à ajuster Hugo Lloris d'une tête smashée. La partie se conclut sur le score de 2 à 0 en faveur de la 'Roja'.
En demi-finale face au Portugal, Jordi Alba réalise encore une fois un excellent match et l'Espagne se qualifie pour la finale de l'Euro 2012.
En finale, face à l'Italie, il marque son premier but avec la 'Roja' et le deuxième but de son équipe juste avant la pause, prenant de vitesse toute la défense italienne. Le match se termine sur le score de 4 à 0 avec deux buts de ses anciens coéquipiers à Valence, David Silva et Juan Mata. À seulement 23 ans, Jordi Alba remporte son premier Euro.
Le 3 juillet 2012, il fait partie des 22 joueurs sélectionnés par Luis Milla pour disputer les Jeux olympiques de Londres avec l'Espagne.
Le 31 mai 2014, il est sélectionné dans la liste des 23 joueurs pour participer à la Coupe du monde de football 2014 au Brésil.
Membre d'une liste provisoire de 25 joueurs espagnols sélectionnés pour disputer l'Euro 2016, il fait partie de la liste définitive de 23 joueurs annoncée le 31 mai.
Il est retenu dans la liste des 23 joueurs pour participer à la Coupe du monde de 2018 en Russie.
Il fait partie de la liste de 24 joueurs établie par le sélectionneur Luis Enrique pour participer à l'Euro 2020. Titulaire lors de ce tournoi, il joue les six matchs de son équipe, qui est éliminée en demi-finale contre l'Italie après une séance de tirs au but.
Le 11 novembre 2022, il fait partie de la sélection de 26 joueurs établie par Luis Enrique pour participer à la Coupe du monde 2022.
Le 18 juin 2023, Jordi Alba remporte la Ligue des nations en tant que capitaine de la sélection espagnole.
Le 1er septembre 2023, il annonce arrêter sa carrière internationale.

## Statistiques

### Statistiques détaillées
| Saison                | Club                  | Championnat           | Championnat | Championnat | Championnat | Coupe(s) nationale(s) | Coupe(s) nationale(s) | Coupe(s) nationale(s) | Supercoupe | Supercoupe | Supercoupe | Compétition(s) continentale(s) | Compétition(s) continentale(s) | Compétition(s) continentale(s) | Compétition(s) continentale(s) | Séries | Séries | Séries | Autres compétitions | Autres compétitions | Autres compétitions | Autres compétitions | Espagne | Espagne | Espagne | Total | Total | Total |
| Saison                | Club                  | Division              | M.          | B.          | P.d.        | M.                    | B.                    | P.d.                  | M.         | B.         | P.d.       | Comp.                          | M.                             | B.                             | P.d.                           | M.     | B.     | P.d.   | Comp.               | M.                  | B.                  | P.d.                | M.      | B.      | P.d.    | M.    | B.    | P.d.  |
| 2008-2009             | Gimnàstic (prêt)      | Segunda División      | 35          | 4           | 0           | 1                     | 0                     | 0                     | -          | -          | -          | -                              | -                              | -                              | -                              | -      | -      | -      | -                   | -                   | -                   | -                   | -       | -       | -       | 36    | 4     | 0     |
| 2009-2010             | Valence CF            | Liga                  | 15          | 1           | 1           | 2                     | 0                     | 1                     | -          | -          | -          | C3                             | 9                              | 0                              | 0                              | -      | -      | -      | -                   | -                   | -                   | -                   | -       | -       | -       | 26    | 1     | 2     |
| 2010-2011             | Valence CF            | Liga                  | 27          | 2           | 0           | 4                     | 0                     | 0                     | -          | -          | -          | C1                             | 3                              | 0                              | 0                              | -      | -      | -      | -                   | -                   | -                   | -                   | -       | -       | -       | 34    | 2     | 0     |
| 2011-2012             | Valence CF            | Liga                  | 32          | 2           | 5           | 8                     | 0                     | 0                     | -          | -          | -          | C1+C3                          | 4+6                            | 0+1                            | 0+1                            | -      | -      | -      | -                   | -                   | -                   | -                   | 11      | 1       | 3       | 61    | 4     | 9     |
| Sous-total            | Sous-total            | Sous-total            | 74          | 5           | 6           | 14                    | 0                     | 1                     | -          | -          | -          | -                              | 22                             | 1                              | 1                              | -      | -      | -      | -                   | -                   | -                   | -                   | 11      | 1       | 3       | 121   | 7     | 11    |
| 2012-2013             | FC Barcelone          | Liga                  | 29          | 2           | 5           | 4                     | 1                     | 0                     | 2          | 0          | 0          | C1                             | 9                              | 2                              | 0                              | -      | -      | -      | -                   | -                   | -                   | -                   | 11      | 3       | 0       | 55    | 8     | 5     |
| 2013-2014             | FC Barcelone          | Liga                  | 15          | 0           | 2           | 5                     | 0                     | 0                     | 2          | 0          | 0          | C1                             | 4                              | 0                              | 0                              | -      | -      | -      | -                   | -                   | -                   | -                   | 7       | 1       | 0       | 33    | 1     | 2     |
| 2014-2015             | FC Barcelone          | Liga                  | 27          | 1           | 3           | 6                     | 1                     | 2                     | -          | -          | -          | C1                             | 11                             | 0                              | 2                              | -      | -      | -      | -                   | -                   | -                   | -                   | 6       | 0       | 2       | 50    | 2     | 9     |
| 2015-2016             | FC Barcelone          | Liga                  | 31          | 0           | 8           | 3                     | 1                     | 0                     | -          | -          | -          | C1                             | 9                              | 0                              | 1                              | -      | -      | -      | CMC                 | 2                   | 0                   | 0                   | 12      | 1       | 2       | 57    | 2     | 11    |
| 2016-2017             | FC Barcelone          | Liga                  | 26          | 1           | 6           | 6                     | 0                     | 0                     | 1          | 0          | 0          | C1                             | 6                              | 0                              | 0                              | -      | -      | -      | -                   | -                   | -                   | -                   | 7       | 0       | 3       | 46    | 1     | 9     |
| 2017-2018             | FC Barcelone          | Liga                  | 33          | 2           | 8           | 5                     | 1                     | 3                     | 2          | 0          | 0          | C1                             | 8                              | 0                              | 0                              | -      | -      | -      | -                   | -                   | -                   | -                   | 12      | 2       | 0       | 60    | 5     | 11    |
| 2018-2019             | FC Barcelone          | Liga                  | 36          | 2           | 10          | 6                     | 0                     | 2                     | 1          | 0          | 0          | C1                             | 11                             | 1                              | 5                              | -      | -      | -      | -                   | -                   | -                   | -                   | 3       | 0       | 1       | 57    | 3     | 18    |
| 2019-2020             | FC Barcelone          | Liga                  | 27          | 2           | 6           | 3                     | 0                     | 1                     | 1          | 0          | 0          | C1                             | 5                              | 0                              | 1                              | -      | -      | -      | -                   | -                   | -                   | -                   | 1       | 0       | 1       | 37    | 2     | 9     |
| 2020-2021             | FC Barcelone          | Liga                  | 35          | 3           | 5           | 5                     | 2                     | 5                     | 2          | 0          | 1          | C1                             | 7                              | 0                              | 2                              | -      | -      | -      | -                   | -                   | -                   | -                   | 8       | 0       | 3       | 57    | 5     | 16    |
| 2021-2022             | FC Barcelone          | Liga                  | 30          | 2           | 10          | 2                     | 0                     | 0                     | 1          | 0          | 1          | C1+C3                          | 5+6                            | 0+1                            | 1                              | -      | -      | -      | -                   | -                   | -                   | -                   | 7       | 0       | 2       | 51    | 3     | 14    |
| 2022-2023             | FC Barcelone          | Liga                  | 24          | 2           | 2           | 2                     | 0                     | 2                     | 1          | 0          | 0          | C1+C3                          | 2+1                            | 0                              | 1+0                            | -      | -      | -      | -                   | -                   | -                   | -                   | 7       | 1       | 2       | 37    | 3     | 7     |
| Sous-total            | Sous-total            | Sous-total            | 313         | 17          | 65          | 47                    | 6                     | 15                    | 13         | 0          | 2          | -                              | 84                             | 4                              | 13                             | -      | -      | -      | -                   | 2                   | 0                   | 0                   | 81      | 8       | 16      | 540   | 35    | 111   |
| 2023                  | Inter Miami CF        | MLS                   | 7           | 1           | 0           | 1                     | 0                     | 0                     | -          | -          | -          | LCup                           | 5                              | 1                              | 2                              | -      | -      | -      | -                   | -                   | -                   | -                   | -       | -       | -       | 13    | 2     | 2     |
| 2024                  | Inter Miami CF        | MLS                   | 28          | 4           | 11          | -                     | -                     | -                     | -          | -          | -          | CCC+LCup                       | 3+4                            | 0                              | 0+5                            | 3      | 1      | 0      | -                   | -                   | -                   | -                   | -       | -       | -       | 38    | 5     | 16    |
| 2025                  | Inter Miami CF        | MLS                   | 19          | 1           | 5           | -                     | -                     | -                     | -          | -          | -          | CCC                            | 7                              | 1                              | 1                              | -      | -      | -      | CMC                 | 3                   | 0                   | 0                   | -       | -       | -       | 29    | 2     | 6     |
| Sous-total            | Sous-total            | Sous-total            | 54          | 6           | 16          | 1                     | 0                     | 0                     | -          | -          | -          | -                              | 19                             | 2                              | 8                              | 3      | 1      | 0      | -                   | 3                   | 0                   | 0                   | -       | -       | -       | 80    | 9     | 24    |
| Total sur la carrière | Total sur la carrière | Total sur la carrière | 476         | 32          | 87          | 63                    | 6                     | 16                    | 13         | 0          | 2          | -                              | 125                            | 7                              | 22                             | 3      | 1      | 0      | -                   | 5                   | 0                   | 0                   | 93      | 9       | 19      | 778   | 55    | 146   |

### Buts internationaux
| 0   | Date             | Lieu                                         | Compétition                                      | Résultat | Adversaire  | Détail | Détail         | Détail | Sél. |
| --- | ---------------- | -------------------------------------------- | ------------------------------------------------ | -------- | ----------- | ------ | -------------- | ------ | ---- |
| 1er | 1er juillet 2012 | Stade olympique, Kiev, Ukraine               | Finale de l'Euro 2012                            | V 0-4    | Italie      | 41e    | du pied gauche | 0-2    | 11e  |
| 2e  | 12 octobre 2012  | Stade Dinamo, Minsk, Biélorussie             | Éliminatoires Coupe du monde 2014                | V 0-4    | Biélorussie | 12e    | du pied droit  | 0-1    | 13e  |
| 3e  | 23 juin 2013     | Estádio Castelão, Fortaleza, Brésil          | Premier tour de la Coupe des confédérations 2013 | V 0-3    | Nigeria     | 3e     | du pied gauche | 0-1    | 20e  |
| 4e  | 23 juin 2013     | Estádio Castelão, Fortaleza, Brésil          | Premier tour de la Coupe des confédérations 2013 | V 0-3    | Nigeria     | 88e    | du pied droit  | 0-3    | 20e  |
| 5e  | 6 septembre 2013 | Helsingin olympiastadion, Helsinki, Finlande | Éliminatoires Coupe du monde 2014                | V 0-2    | Finlande    | 18e    | du pied droit  | 0-1    | 24e  |
| 6e  | 5 septembre 2015 | Stade Carlos Tartiere, Oviedo, Espagne       | Éliminatoires Euro 2016                          | V 2-0    | Slovaquie   | 5e     | de la tête     | 1-0    | 36e  |
| 7e  | 11 novembre 2017 | Stade de La Rosaleda, Malaga, Espagne        | Match amical                                     | V 5-0    | Costa Rica  | 6e     | du pied gauche | 1-0    | 57e  |
| 8e  | 14 novembre 2017 | Stade Krestovski, Saint-Pétersbourg, Russie  | Match amical                                     | N 3-3    | Russie      | 9e     | de la tête     | 0-1    | 58e  |

## Palmarès

### En club
| FC Barcelone (17) | Inter Miami CF (1)                     |
| --- | -------------------------------------- |
| - Championnat d'Espagne (6) : - Champion : 2013, 2015, 2016, 2018, 2019 et 2023 - Vice-champion : 2014, 2017 et 2020 - Coupe du Roi (5) : - Vainqueur : 2015, 2016, 2017, 2018 et 2021. - Finaliste : 2014 et 2019 - Supercoupe d'Espagne (4) : - Vainqueur : 2013, 2016, 2018 et 2023 - Finaliste : 2012, 2017 et 2021 - Ligue des champions (1) : - Vainqueur : 2015 - Coupe du monde des clubs de la FIFA (1) : - Vainqueur : 2015 | - Leagues Cup (1) : - Vainqueur : 2023 |

### En sélection nationale
| Espagne (2) :                                                                                 |
| --------------------------------------------------------------------------------------------- |
| - Championnat d'Europe (1) : - Vainqueur : 2012 - Ligue des nations (1) : - Vainqueur en 2023 |

### Distinctions personnelles
- Membre de l'équipe type de l'Euro 2012
- Membre de l'équipe type du championnat d'Espagne en 2015
- Membre de l'équipe type de la Ligue des Champions de l'UEFA en 2015
- Élu meilleur latéral gauche de l'Euro 2012
- Élu meilleur joueur de Valence CF par ses supporters en 2012

## Vie privée
À la suite de sa victoire en finale de l'Euro 2012, Jordi Alba fait don de ses primes de matchs aux victimes des incendies de Valence. À l'instar de son coéquipier Andrés Iniesta, c'est un total de 300 000 € qui a été versé à une association pour venir en aide à ces victimes. 
Depuis 2015, il est en couple avec Romarey Ventura. Leur premier enfant, un petit garçon nommé Piero est né le 18 janvier 2018, par la suite ils annoncent la naissance de leur deuxième enfant, une petite fille nommée Bruna née le 24 septembre 2020.
Le couple se marie le vendredi 17 juin 2022 à Séville, après sept ans de vie commune.